# 格罗布进攻
格羅布進攻（Grob's Attack）是國際象棋開局白方非正規開局的一種，走法為：
1. g4
格罗布进攻的名字來自於瑞士国际大师亨利·格罗布。迈克尔·巴斯曼下棋時就喜歡格羅布進攻這種開局。